# Xã Jenkins, Quận Luzerne, Pennsylvania
Xã Jenkins (tiếng Anh: Jenkins Township) là một xã thuộc quận Luzerne, tiểu bang Pennsylvania, Hoa Kỳ. Năm 2010, dân số của xã này là 4.442 người.